# Parafia Zesłania Ducha Świętego w Dąbrowie Górniczej
Parafia pw. Zesłania Ducha Świętego w Dąbrowie Górniczej – rzymskokatolicka parafia w dzielnicy Ząbkowice, znajdująca się w dekanacie dąbrowskim – Najświętszego Serca Pana Jezusa, diecezji sosnowieckiej. Erygowana 10 września 1910 roku przez biskupa kieleckiego Augustyna Łosińskiego. 
W 1919 przydzielono do Ząbkowic część parafii Chruszczobród i część parafii Wojkowice Kościelne.
Kościół parafialny zbudowano w latach 1902–1906 ze składek zbieranych od parafian przy poborze podatku gruntowego i przy wypłatach robotników w ząbkowickich fabrykach oraz składek doraźnych. Świątynia neogotycka ceglana (z kamiennymi detalami) budowla trójnawowa, jednowieżowa. Wieża zwieńczona jest wysokim, ostrosłupowym hełmem. Kościół poświęcił 16 grudnia 1905 pierwszy proboszcz – ks. Franciszek Plenkiewicz. Prace wykończeniowe kościoła prowadzono do 1914. Ks. Pluciński w 1934 zakończył budowę wieży według pierwotnych planów, a za okupacji hitlerowskiej umeblował wnętrze kościoła w piękne ołtarze, ławki, ambonę i stalle. 
Kościół konsekrował w 1956 biskup częstochowski Zdzisław Goliński. Staraniem ks. prałata Edwarda Liszki powstała polichromia i wyremontowano dach. Ks. Zygmunt Szmigiel ufundował nowe dzwony i ogrodził część cmentarza. W 1976 roku proboszczem parafii został ks. Tadeusz Horzelski, który wybudował organistówkę, pokrył kościół nową blachą cynkowaną, urządził zakrystię, założył podwójne okna w kościele, dokonał remontu plebanii i doprowadził wodę na cmentarz. 
W 1984 proboszczem został ks. kanonik Fortunat Nowak, który wybudował kaplicę przedpogrzebową, ołtarz soborowy, a później figurę Matki Boskiej Fatimskiej na placu, rozpoczął renowację zniszczonej polichromii oraz remont murów kościelnych. 
W 2002 proboszczem zostaje ks. kanonik Jerzy Kuchciński, który przystąpił do remontu plebanii i modernizacji nagłośnienia kościoła, a także zainstalował w nim system grzewczy. Przedwczesna śmierć ks. Kuchcińskiego nie pozwoliła na realizację kolejnych projektów.
Od 2 sierpnia 2006 roku proboszczem jest ks. Jerzy Małota.